# Un jardin sur l'Oronte
Un jardin sur l'Oronte ("Un giardino sull'Oronte") è un'opera ("dramma lirico") in quattro atti e otto quadri di Alfred Bachelet su un libretto francese adattato da Franc-Nohain da Un giardino sull'Oronte di Maurice Barrès. La première ebbe luogo il 7 novembre 1932 a Parigi (al Palais Garnier), in Francia.

## Storia delle esecuzioni
Un jardin sur l'Oronte fu presentata al Palais Garnier di Parigi il 7 novembre 1932 con Suzanne Balguerie nel ruolo della protagonista. Fu diretta da Philippe Gaubert, con scenografie e costumi disegnati da René Piot e realizzati da Mouveau, Solatgès e Mathieu e una coreografia di Léo Staats.

## Ruoli
| Ruolo | Tipo voce    | Cast della prima 7 novembre 1932 (direttore: Philippe Gaubert) |
| --- | ------------ | -------------------------------------------------------------- |
| Oriante | soprano      | Suzanne Balguerie                                              |
| Isabelle | mezzosoprano | Marisa Ferrer                                                  |
| Zobéïde | soprano      | Renée Mahé                                                     |
| Badoura | mezzosoprano | Odette Ricquier                                                |
| Guillaume | tenore       | José de Trévi                                                  |
| L'emiro | baritono     | Martial Singher                                                |
| Il principe di Antiochia | baritono     | Arthur Endrèze                                                 |
| Il Vescovo | basso        | Armand Narçon                                                  |
| Lo Scudiero | tenore       | José Luccioni                                                  |
| Primo guardiano | basso        | Henri Etcheverry                                               |
| Secondo guardiano | tenore       | Madlen                                                         |
| Primo commerciante | tenore       | Henri Le Clezio                                                |
| Secondo commerciante | basso        | Louis Morot                                                    |
| Terzo commerciante | tenore       | Raoul Gilles                                                   |
| Quarto commerciante | baritono     | Pierre Nougaro                                                 |
| Prima guardia | basso        | Léon Ernst                                                     |
| Seconda guardia | baritono     | Jules Forest                                                   |
| Guerrieri musulmani; cavalieri liberi; soldati del principe di Antiochia; Donne musulmane; Donne cristiane; arabi; bambini; ebrei; Ballerini musulmani; ballerini, ballerini e musicisti del Principe di Antiochia |              | Soutzo, Didion, Binois, Simoni, Goubé et autres                |